# Bravo-Jahrescharts 1957
Lied des Jahres 1957 in den Jahrescharts der Jugendzeitschrift Bravo war Cindy, Oh Cindy, das auch in den Verkaufscharts in beiden Versionen von Margot Eskens und Wolfgang Sauer ein Nummer-eins-Hit in Deutschland war. Der Banana Boat Song hielt sich auch drei Monate auf Platz 1 der Verkaufscharts und war der internationale Hit des Jahres in Deutschland. Erstaunlich war, dass die Karriere von Elvis Presley sich überhaupt nicht in den Bravo-Charts niedergeschlagen hatte. Aus den USA konnte sich Doris Day mit ihrem Lied Que serà aus dem Hitchcock-Film Der Mann, der zuviel wusste hinüberretten ins Jahr 1957. Sie war bereits 1956 platziert. Jetzt erhielt sie die Begleitung durch Barbara Kist mit ihrer deutschen Cover-Version. Auch die Hits, die aus den USA nach Deutschland kamen, waren in diesem Jahr wiederum Schlager. Auf Platz 12 landete das Duett von Grace Kelly und Bing Crosby True Love aus dem Film Die oberen Zehntausend. Amerikanische Musik wurde in dieser Zeit also eher über das Kino nach Deutschland transportiert. Die beliebteste Sängerin in Deutschland war 1957 Caterina Valente, die neben ihrem 10. Platz noch weitere Hits auf den hinteren Plätzen vorweisen konnte, u. a. im Duett mit ihrem Bruder Silvio Francesco.
1. Banana Boat Song – Harry Belafonte – 507 Punkte
2. Cindy, Oh Cindy – Wolfgang Sauer – 478 Punkte
3. Cindy, oh, Cindy – Margot Eskens – 468 Punkte
4. Que Sera, Sera – Doris Day – 440 Punkte
5. Weißer Holunder – Gitta Lind – 434 Punkte
6. Sei zufrieden! – Rodgers-Duo – 412 Punkte
7. Heimatlos – Freddy Quinn – 375 Punkte
8. Que Sera, Sera – Barbara Kist – 350 Punkte
9. Singin’ the Blues – Guy Mitchell – 328 Punkte
10. Ich wär so gern bei dir – Caterina Valente – 325 Punkte
11. Warum strahlen heut’ Nacht die Sterne so hell? – Die Montecarlos – 294 Punkte
12. True Love – Bing Crosby & Grace Kelly – 289 Punkte
13. Ich weiß, was Dir fehlt – Peter Alexander – 285 Punkte
14. Oh Billy Boy – Caterina Valente & Silvio Francesco – 279 Punkte
15. Alles ist vergänglich – Kornblumen-Quartett – 257 Punkte
16. Tipitipitipso – Caterina Valente – 251 Punkte
17. Ich hab' Dich so lieb – Hansen-Quartett – 344 Punkte
18. Warum strahlen heut’ Nacht die Sterne so hell? – Wolfgang Sauer – 232 Punkte
19. Smoky – Die Sieben Raben – 198 Punkte
20. Wer das vergißt – Freddy Quinn – 176 Punkte
Dich werde ich nie vergessen – Caterina Valente – 176 Punkte